# بروتون، لینکلن‌شر
latitudeبروتون، لینکلن‌شرlongitudeبروتون، لینکلن‌شر
بروتون، لینکلن‌شر (به انگلیسی: Broughton, Lincolnshire) یک شهرک در بریتانیا است که در انگلستان واقع شده‌است.

## نگارخانه

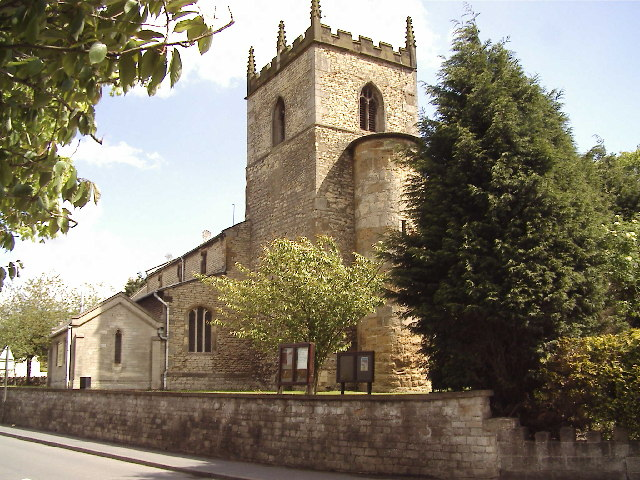
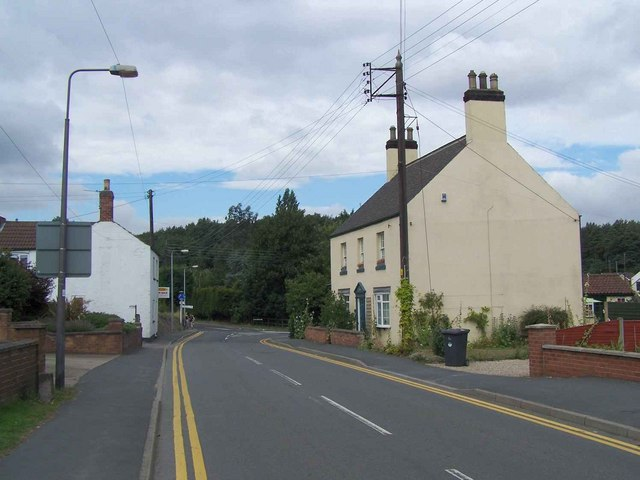

## خصوصیات
بروتون ۵٬۶۲۹ نفر جمعیت دارد.